# Julija Wiktorowna Pantschenko
Julija Wiktorowna Pantschenko, geborene Dwuretschenskaja (russisch Юлия Викторовна Панченко, Geburtsname Двуреченская; * 4. Juli 1985) ist eine russische Biathletin.
Julija Pantschenko trainiert im regionalen Sportzentrum in Nowosibirsk. Sie gab ihr internationales Debüt 2010 in Altenberg und wurde in ihrem ersten Sprint 26., womit sie auch erste Punkte in der Rennserie gewann. Bestes Resultat ist bislang ein 17. Platz in einem Verfolgungsrennen in Martell. In Duszniki-Zdrój nahm sie an den Sommerbiathlon-Weltmeisterschaften 2010 teil und startete damit bei ihren ersten internationalen Meisterschaften im Biathlon. Im Sprint belegte sie den 18. Platz und verbesserte sich im darauf basierenden Verfolgungsrennen um fünf Ränge auf den 13. Platz.
Julija Pantschenko ist mit dem Biathleten Iwan Pantschenko verheiratet.